# Bägarkorall
Bägarkorall (Caryophyllia smithii) är ett koralldjur som hör till ordningen stenkoraller. Den förekommer i Medelhavet och i nordvästra Atlanten, utanför Europas kust från Spanien till Norge. Beroende på de lokala förhållandena lever den på något varierande djup i olika delar av dess utbredningsområde, ofta dock ner till åtminstone omkring 100 meters djup. Utanför Bohusläns kust lever den på 10 till 120 meters djup. 
Bägarkorall bildar inga kolonier utan lever solitärt, det vill säga korallen består av en enda polyp, fastsittande vid hårda underlag som klippor. Korallens kalkskelett är bägarformigt och når omkring 2 centimeter i diameter och 1,5 centimeter i höjd. Polypen har upp till 80 tentakler. Tentaklernas spetsar är knoppliknande och vita.